# هجوم (فیلم)
هجوم (انگلیسی: The Offence) فیلمی در ژانر جنایی به کارگردانی سیدنی لومت است که در سال ۱۹۷۳ منتشر شد. از بازیگران آن می‌توان به شان کانری، تروور هاوارد، ویوین مرچنت، ایان بانن و پیتر بولز اشاره کرد.

## خلاصه فیلم
کارآگاه «جانسون» بیست سال است که با نیروی پلیس بریتانیا کار می‌کند. در این زمان قتل‌های بی‌شمار، تجاوز و جرایم دیگر تأثیر بدی بر او به جای گذاشته. هنگام بازجویی «بکستر»، مظنونی که او معتقد است مسئول حمله به دختران جوان است، خشم و پرخاشگری درونی او که سال‌ها سرکوب شده بود آزاد می‌شود و…